# Zona Sur de São Paulo

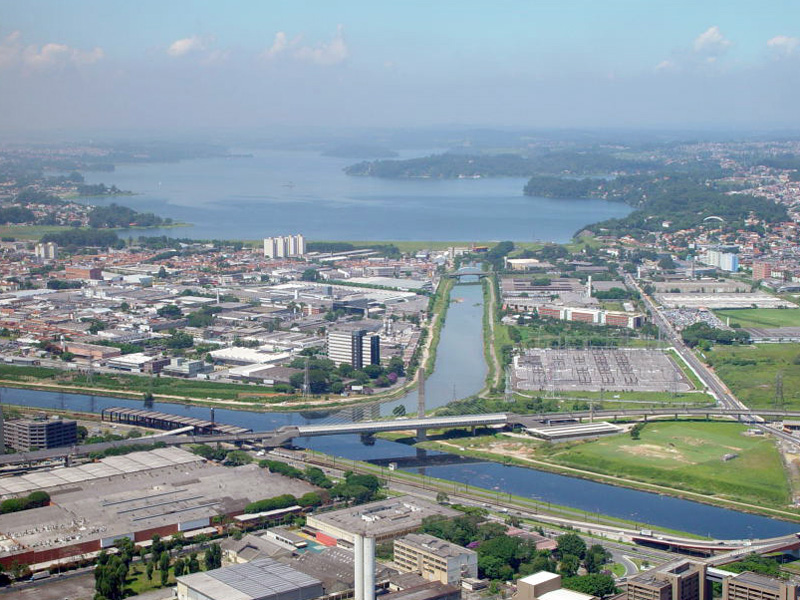
Zona Zur de São Paulo.

La Región Sur de São Paulo (en portugués Região Sul de São Paulo) es una región administrativa establecida por el gobierno municipal de la ciudad de São Paulo, abarcando las subprefecturas de Capela do Socorro, Cidade Ademar, Parelheiros, Campo Limpo y M'Boi Mirim. De acuerdo con el censo de 2000, tiene una población de 2.038.638 habitantes y una renta media por habitante de R$ 868,55. Es la región más populosa de la ciudad.